# Khu Lambeth của Luân Đôn
Khu Lambeth của Luân Đôn (tiếng Anh: London Borough of Lambeth) là một khu tự quản Luân Đôn thuộc Bắc Luân Đôn, Anh và cấu thành một phần của Nội Luân Đôn. Chính quyền địa phương là Hội đồng khu tự quản Luân Đôn Lambeth. Đây là khu vực trung tâm có nhiều danh lam thắng cảnh nổi tiếng như: Mắt Luân Đôn, Art Deco, Sunlight Laundry, Brixton.

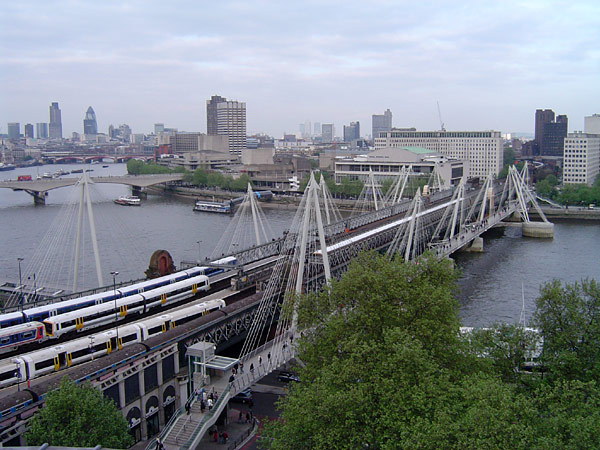

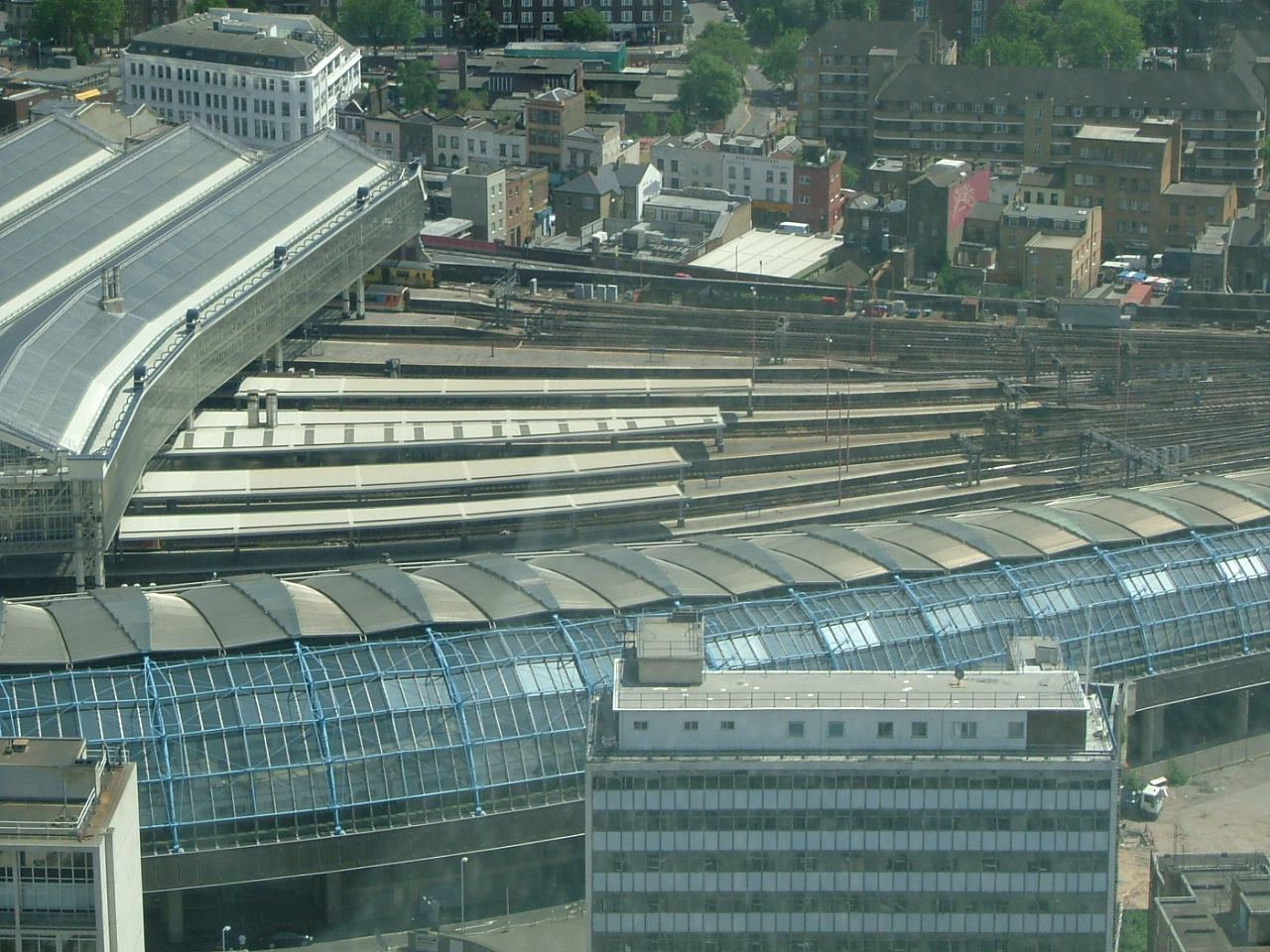

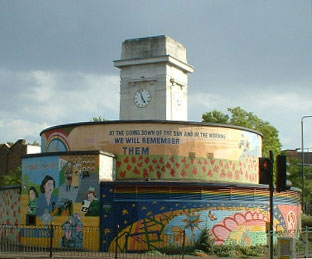

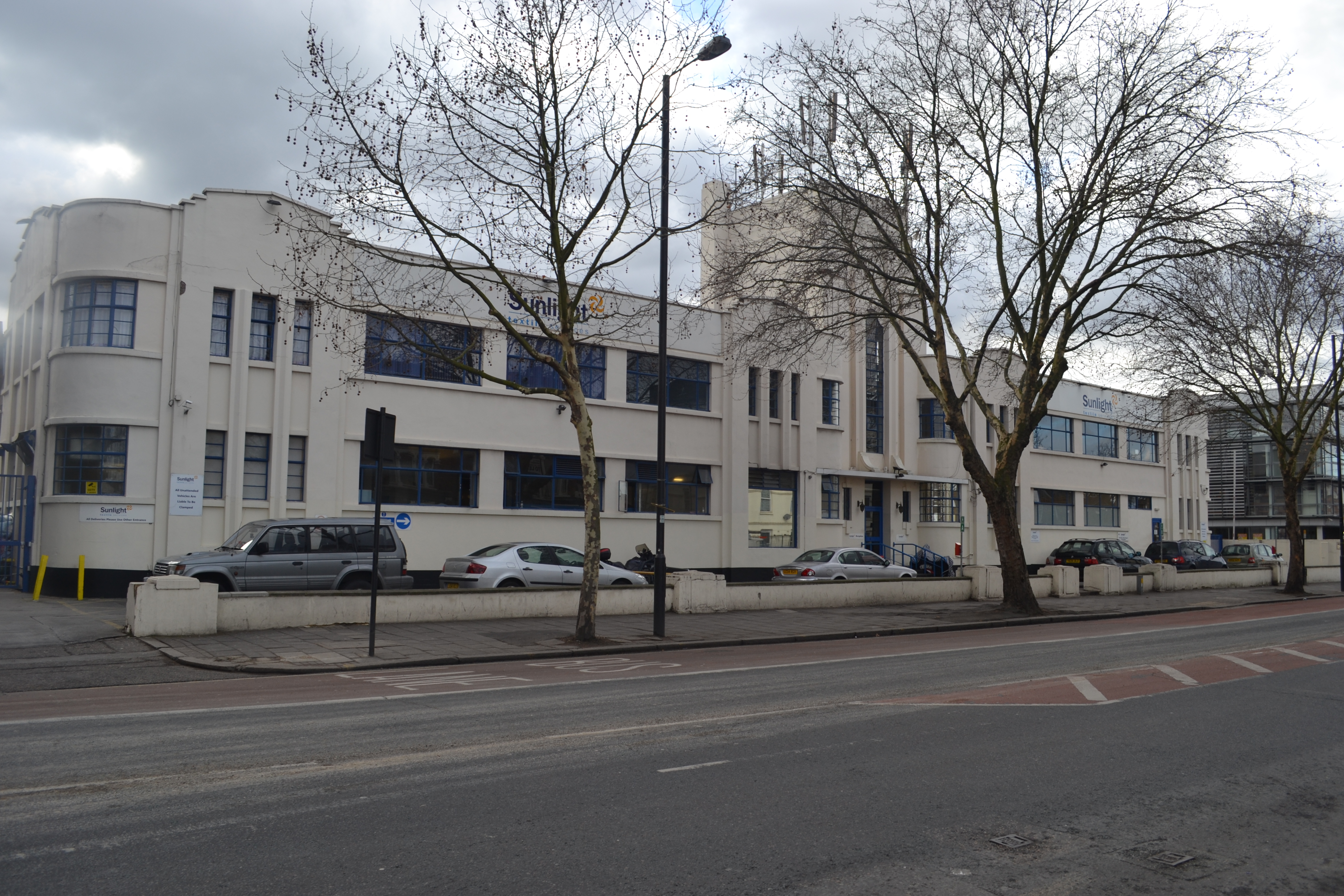
Sunlight Laundry